# Tio tusen riddare

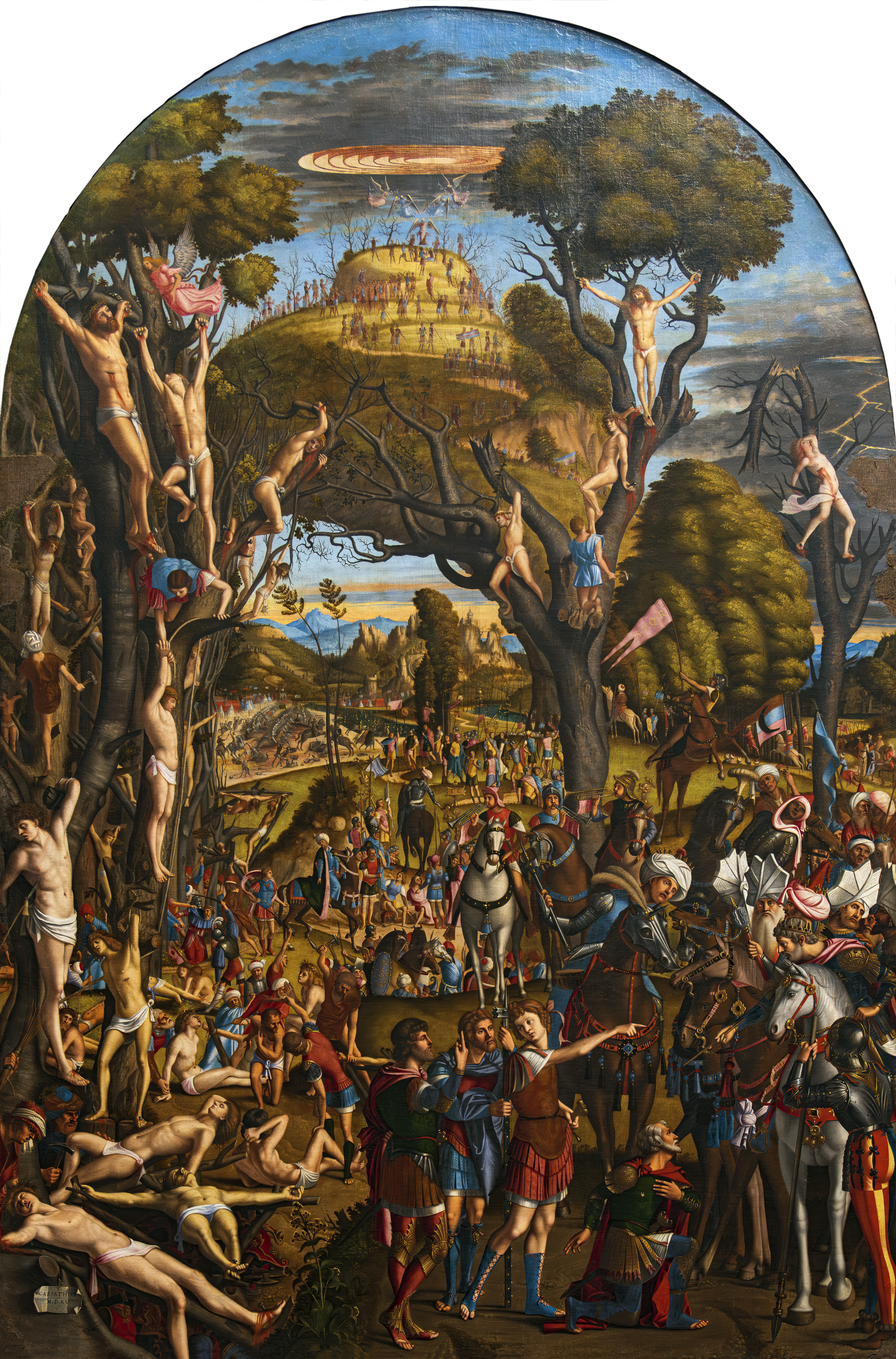
Ararats tio tusen martyrer, av Vittore Carpaccio (1515).

Tio tusen riddare är en tidigare benämning på den 22 juni i äldre tiders svenska almanackor.
Namnet syftar på en legend om tiotusen romerska legionärer, inklusive deras centurion Acacius (ibland sammanblandad med en mer sentida helgonförklarad biskop vid namn Achatius), vilka led martyrdöden under kejsar Hadrianus. Enligt legenden skulle de 10 000 kämpa mot rebeller i Eufratområdet. De upproriska mötte dem med en här på 100 000 man, men Acacius vill ändå uppta den ojämna striden. Då uppenbarade sig en ängel från himlen, som uppmanade honom och hans soldater att be till Jesus Kristus - han skulle föra dem till seger. De kejserliga soldaterna lät alla omvända sig till kristendomen och besegrade fienden. 
Efter några dagar infann sig kejsaren på platsen och upptäckte till sin förvåning att alla hans soldater hade blivit kristna. Han kallade då på sju barbarkungar och deras mångtaliga härar, som med hotelser och tortyr försökte förmå de 10 000 att avfalla från den kristna tron. Då de vägrade, blev soldaterna korsfästa på berget Ararat, medan Acacius högt läste trosbekännelsen. Vid nionde timmen hade alla gett upp andan, och änglar begravde deras kroppar, som vid en jordbävning hade fallit ner från korsen. En variant av legenden förtäljer att soldaterna blev gisslade, nakna jagade över vassa spikar eller in i ett törnesnår och störtade utför en klippbrant.
Under medeltiden var legenden mycket populär inom folkfromheten. Romersk-katolska kyrkan upphävde kulten av dessa martyrer 1969.

## Bilder

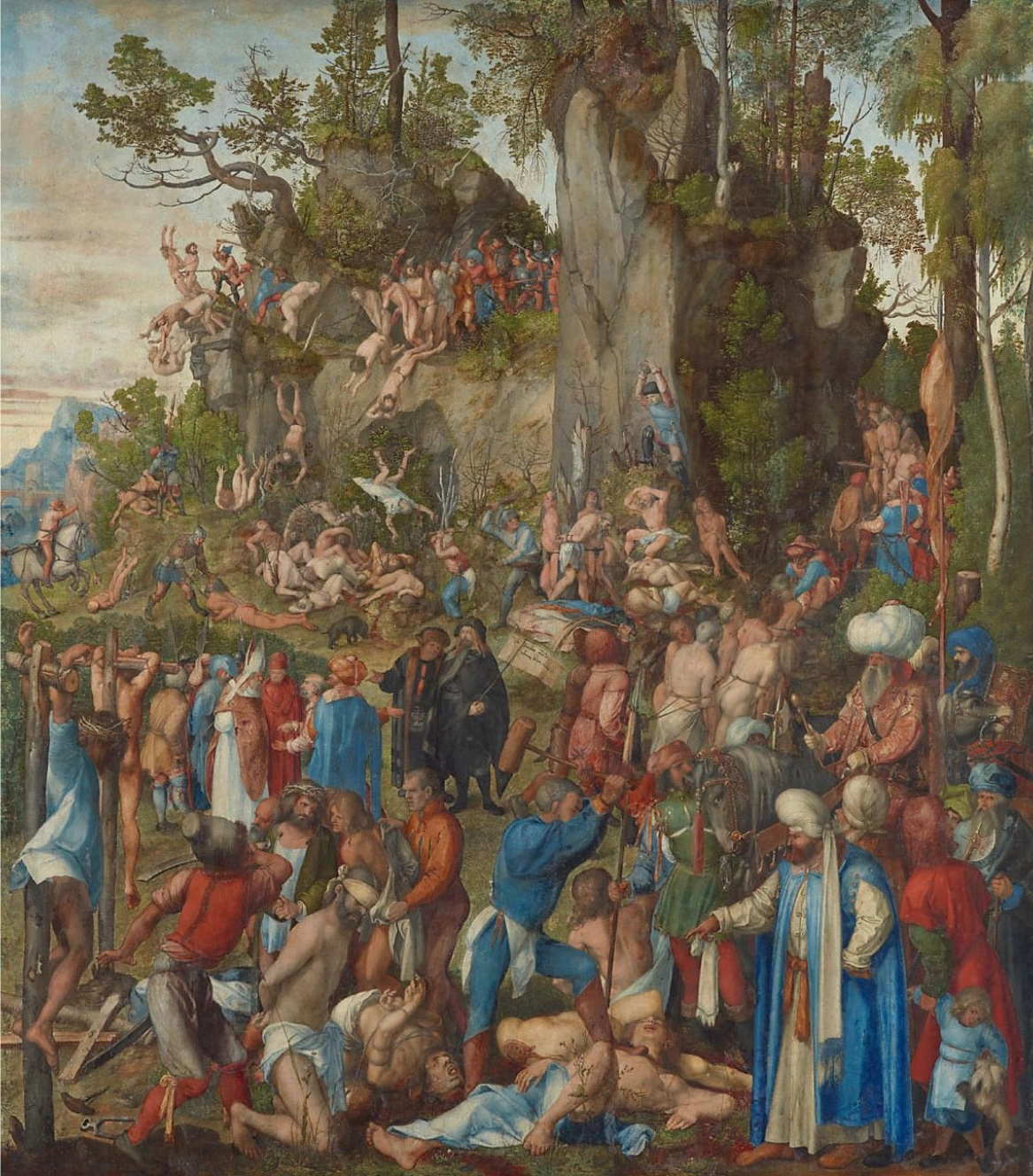
Albrecht Dürers Tio tusen kristnas martyrium från 1508.